# Людська поведінка
Людська поведінка (англ.Human behavior) — це потенціал і виражена здатність (розумова, фізична та соціальна) окремих людей або груп реагувати на внутрішні та зовнішні подразники протягом усього життя. Поведінка визначається генетичними факторами та факторами середовища, які впливають на людину. Поведінка також частково визначається думками та почуттями, які дають зрозуміти індивідуальну психіку, розкриваючи такі речі, як ставлення та цінності. Поведінка людини формується психологічними рисами, оскільки типи особистості відрізняються від людини до людини, створюючи різні дії та поведінку.

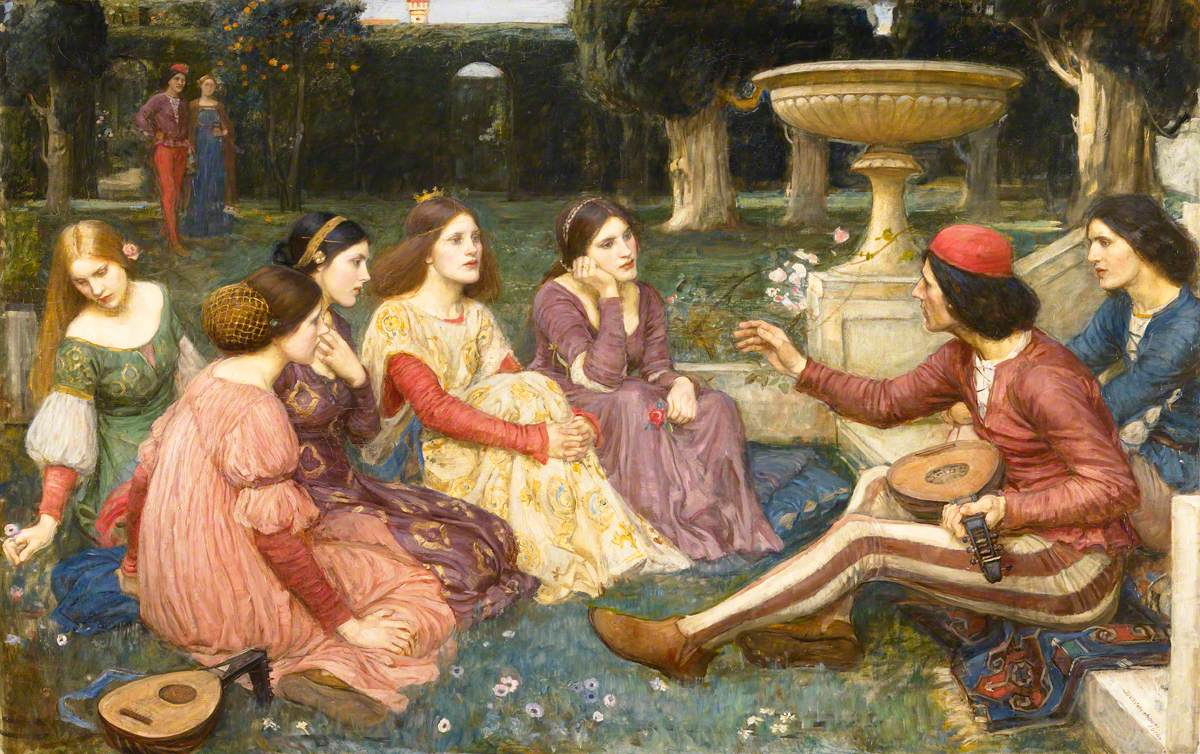
Соціальна взаємодія та творче вираження є формами людської поведінки

Соціальна поведінка пояснює дії, спрямовані на інших. Це стосується значного впливу соціальної взаємодії та культури, а також етики, міжособистісних стосунків, політики та конфліктів. Деякі види поведінки є звичайними, а інші незвичними. Прийнятність поведінки залежить від соціальних норм і регулюється різними засобами соціального контролю. Соціальні норми також обумовлюють поведінку, за допомогою якої людей змушують дотримуватися певних правил і проявляти певну поведінку, яка вважається прийнятною чи неприйнятною залежно від даного суспільства чи культури.

## Вивчення
Поведінка людини вивчається соціальними науками, які включають психологію, соціологію, етологію та їх різні галузі та школи думки. Існує багато різних аспектів людської поведінки, і жодне визначення чи польове дослідження не охоплює її повністю. Дискусія «природа проти виховання» є одним із фундаментальних розділів у вивченні людської поведінки; ця дискусія розглядає питання про те, чи на поведінку переважно впливають генетичні фактори чи чинники середовища. Дослідження людської поведінки іноді привертає увагу громадськості через його перетин з культурними проблемами, включаючи злочинність, сексуальність і соціальну нерівність.
Поведінка людини може бути оцінена за допомогою анкетування, інтерв'ю та експериментальних методів. Тестування на тваринах також може використовуватися для перевірки поведінки, яку потім можна порівняти з поведінкою людини. Близнюкові методи досліджень є поширеним методом, за допомогою якого вивчають людську поведінку. Близнюків з ідентичними геномами можна порівнювати, щоб виокремити генетичні та середовищні фактори в поведінці. Спосіб життя, сприйнятливість до хвороб і нездорова поведінка були визначені як генетичні та середовищні індикатори за допомогою близнюкових досліджень.